# Мещерякова, Наталья Алексеевна (музыковед)
Наталья Алексеевна Мещерякова (род. 15 июля 1955 год) — российский музыковед, певица, журналистка. Кандидат искусствоведения. Лауреат международного конкурса «Южная звезда». Доцент кафедры истории музыки Ростовской консерватории им. Рахманинова. Заслуженный деятель Всероссийского музыкального общества. В Ростовской консерватории преподаёт историю музыки и сольное пение.

## Биография
Наталья Алексеевна Мещерякова родилась 15 июля 1955 года.
Её мама работала концертмейстером в музыкальном и музыкально-педагогическом училищах города Орджоникидзе. Прадед пел в Придворной певческой капелле, а брат отца был тенором. Двоюродная бабушка также была певицей. В детстве Наталья Мещерякова училась в музыкальной школе и окончила её.
В 1976 году она окончила Мурманское музыкальное училище. Затем поступила на теоретический факультет Петрозаводского филиала ЛОЛГК, и продолжила учёбу в РГМПИ. Её преподавателями были Ю. Г. Кон, Л. А. Рябикова, Л. Я. Хинчин, В. А. Юрчук, Б. И. Ситерман. В 1981 году завершила учёбу в Ростовской консерватории по специальности «Музыковедение» и осталась там работать. В 1984—1987 годах обучалась в аспирантуре на кафедре музыкальной критики ЛОЛГК, её научным руководителем был Л. Г. Данько. В 1988 году защитила кандидатскую диссертацию на тему «Музыкальная культура Дона и Приазовья по материалам местной прессы (1870—1917)». В 1992 году завершила обучение в Ростовской государственной консерватории по специальности «Сольное пение».
Наталья Мещерякова — автор научных и учебно-методических работ, которые публиковались в сборниках научных конференций таких городов, как Таганрог, Ростов-на-Дону, Воронеж, Астрахань, Донецк, Москва, Красноярск, Самара, Чебоксары, Санкт-Петербург, Петрозаводск.
В 1989 году она стала заниматься музыкальной журналистикой. Была автором, ведущей и редактором музыкальных программ телерадиокомпании «ДОН-ТР». Среди этих проектов — «Наши фольклорные традиции», «Музыкальная жизнь Дона», «Джазовая панорама», «Увертюра», «Музыкальная гостиная», «Музыкальная шкатулка».
Наталья Мещерякова сотрудничает с международным музыкальным центром «Гармония», ВМО. С 1993 года стала членом СК РФ.
Наталья Мещерякова принимала участие в представлении камерных опер, таких как «Любовь графини Д. в письмах и стихах» А.Матевосян
, «Курочка-ряба» В.Ходош. Выступает с концертами в Дворце Алфераки, в Музыкальном салоне Ростовского областного музея краеведения на Газетном, в залах Чеховской гимназии и библиотеки им. А. П. Чехова, которые находятся в Таганроге.
В 2003 году её журналистская работа была отмечена дипломом II степени областного конкурса «За цикл передач по укреплению дружбы народов Северного Кавказа», в 2012 году она получила благодарность от оргкомитета радио-фестиваля «Голос Кавказа». В 2006 году Областная администрация вручила ей диплом «Человек года 2006».
Член правления регионального отделения Союза композиторов. Диапазон Натальи Мещеряковой — две с половиной октавы. Она обладательница сопрано и меццо-сопрано.
Преподаватель Ростовской государственной консерватории. Преподаёт такие дисциплины, как педпрактика, специальность, камерный класс, руководство дипломными рефератами, музыкальную журналистику, историю исполнительных стилей, методику обучения вокалу, методику обучения, историю вокального искусства, историю исполнительного искусства, вокальное творчество композиторов Дона, основы фониатрии и устройство голосового аппарата, историю музыкально-театрального искусства, профессиональное композиторское творчество на Дону.